# The Human Instinct
The Human Instinct  es una banda de hard rock de Nueva Zelanda, activa desde fines de los años 1960s.  
El grupo actualmente consta de Maurice Greer (voz y batería), Phil Pritchard (guitarra), Joel Haines (guitarra) y Tony Baird (bajo); The Human Instinct ha tenido más de 25 miembros, de los cuales Greer es el único permanente.
Han editado un total de siete álbumes, siendo el último "Midnight Sun", de 2010.
"Black Sally" es su canción más conocida, incluida en el LP "Stoned Guitar", de 1970, notable por incluir al guitarrista Billy Te Kahika (Billy TK), quien otorgaba al grupo un sonido rock psicodélico, que recordaba a Jimi Hendrix.

## Discografía
Álbumes
- Burning Up Years (Pye, 1969)
- Stoned Guitar (Pye, 1970)
- Pins in It (Pye, 1971)
- Snatmin Cuthin (Zodiac, 1972)
- The Hustler (Zodiac, 1974)
- Peg Leg: The Lost Tapes (Rajon, 2002)
- Midnight Sun (ODE, 2010)